# Zlatan Court
Zlatan Court er en fodboldbane i bydelen Rosengård i Malmø i det sydlige Sverige, dedikeret fodboldspilleren Zlatan Ibrahimović.
Fodboldbanen indviedes den 8. oktober 2007 af Zlatan Ibrahimović, og ligger i den indergård ved Cronmans väg, hvor Zlatan plejede at spille fodbold under sin opvækst. Fodboldbanen er af typen five-a-side, og dets underlag består af genbrugte gymnastiksko. Banen er oplyst i mørkeperioder. Udover selve fodboldbanen omfatter Zlatan Court også et unikt boldplankeværk.
Ved indgangen til alægget gengives inskriptionen: "Här finns mitt hjärta. Här finns min historia. Här finns mitt spel. Ta det vidare. Zlatan". Zlatan Ibrahimovićs fødder er foreviget i et stjerneaftryk på jorden ved banen sammen med hans autograf. En gylden silhuet af Zlatan Ibrahimović pryder banens midtercirkel.
Anlæggets opførsel betaltes i fællesskab af det kommunale ejendomsselskab MKB, skoproducenten Nike og Zlatan Ibrahimović.